# Емельянов, Георгий Васильевич
Георгий Васильевич Емельянов (1923—1971) — младший лейтенант Рабоче-крестьянской Красной Армии, участник Великой Отечественной войны, Герой Советского Союза (1944).

## Биография
Георгий Емельянов родился 10 декабря 1923 года в посёлке Началово (ныне — Приволжский район Астраханской области). Получил начальное образование, работал котельщиком на заводе. В июне 1941 года Емельянов был призван на службу в Рабоче-крестьянскую Красную Армию. В 1942 году окончил школу младших командиров. С июня 1942 года — на фронтах Великой Отечественной войны. К марту 1944 года гвардии сержант Георгий Емельянов командовал отделением 149-го гвардейского стрелкового полка 49-й гвардейской стрелковой дивизии 28-й армии 3-го Украинского фронта. Отличился во время форсирования Днепра весной 1944 года.
11 марта 1944 года Емельянов одним из первых переправился через Днепр в 3 километрах к западу от города Берислава Херсонской области Украинской ССР и гранатой уничтожил вражескую огневую точку. Вместе со своим отделением он вступил в ожесточённую схватку с противником, перешедшую в рукопашную. Действия Емельянова и его отделения способствовали успешной переправе через Днепр основных сил.
Указом Президиума Верховного Совета СССР от 3 июня 1944 года гвардии сержант Георгий Емельянов был удостоен высокого звания Героя Советского Союза с вручением ордена Ленина и медали «Золотая Звезда» за номером 2721.
В 1944 году Емельянов окончил курсы младших лейтенантов. После окончания войны он был уволен в запас. Проживал и работал в Астрахани, скончался 10 марта 1971 года.
Был также награждён рядом медалей.